# Luigi Tansillo

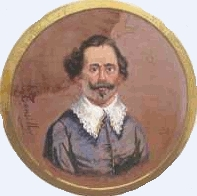
Luigi Tansillo.

Luigi Tansillo, född 1510 i Venosa, död den 1 december 1568 i Teano, var en italiensk skald. 
Han var av adlig släkt och kom som ung in i hedersgardet I continui, som tjänade den spanske vicekungen Pedro Álvarez de Toledo och hans son Don García, och i denna tjänst företog han många resor till lands och vatten. Efter Don Garcías död levde han under små omständigheter, en tid som capitano i Gaeta. Tansillo är en av 1500-talets främsta poeter, mera originell än de flesta. Han skrev lyriska dikter — sonetter och liknande —, som är mindre petrarkiserende än samtidens övriga, herdedikter, fulla av komplimanger till hans förnäma beskyddare, burleska capitoli, i Bernis stil, ett tämligen slipprigt poem med titeln Il Vendemmiatore (1532) och till bot för detta ett gudligt epos Le lagrime di San Pietro (likaledes påbörjat i hans ungdom, ofullbordat vid hans död). Trots att sistnämnda verk är något enformigt fick det stor spridning och utkom ofta, länge dock i en av inkvisitionen beskuren version, först 1606 som det förelåg från Tansillos hand. Det översattes till spanska och franska samt efterliknades av Malherbe i Les larmes de Saint Pierre. Goda utgåvor av Tansillos poetiska arbeten (olika samlingar) ombesörjdes av Scipione Volpicella (1870), Francesco Fiorentino (1882) och Francesco Flamini (1893), alla utkomna i Neapel.